# BD+48 740
BD+48 740 är en ensam stjärna belägen i den norra delen av stjärnbilden Perseus. Den har en skenbar magnitud av ca 8,70 och kräver en kraftig handkikare eller ett mindre teleskop för att kunna observeras. Baserat på parallaxmätning inom Hipparcosuppdraget på ca 1,36 mas, beräknas den befinna sig på ett avstånd på ca 2 000 ljusår (700 parsek) från solen. Den rör sig närmare solen med en heliocentrisk radialhastighet på ca -6 km/s.

## Egenskaper
BD+48 740 är en orange till gul jättestjärna av spektralklass K3 III. Den har en massa som är ca 1,1 solmassa, en radie på ca 10 solradier och utsänder från dess fotosfär energi motsvarande ca 44 gånger solen vid en effektiv temperatur av ca 4 500 K.

## Planetsystem
Mätning av variationer i stjärnans radiella hastighet ledde 2012 till upptäckten av exoplaneten BD+48 740 b,  av typen superjupiter och upptäckten har bekräftats 2018.  Planeten BD+48 740 b har en minsta massa på 1,7 jupitermassa och befinner sig i en mycket excentrisk bana (dess avstånd från stjärnan sträcker sig från 0,3 till 3 astronomiska enheter), vilket skulle destabilisera alla andra planeters banor. Dessa indikationer ledde upptäckarna till slutsatsen att en annan planet nyligen har störtat in i stjärnan, förstörts och bidragit till stjärnans litiuminnehåll.
| Planet | Massa         | Halv storaxel (AE) | Siderisk omloppstid (d) | Excentricitet   | Inklination | Radie |
| ------ | ------------- | ------------------ | ----------------------- | --------------- | ----------- | ----- |
| b      | >1,7 ± 0,7 MJ | 1,7 ± 0,1          | 753 ± 5                 | 0,76 +0,05−0,09 | -           | -     |